# Estrapade

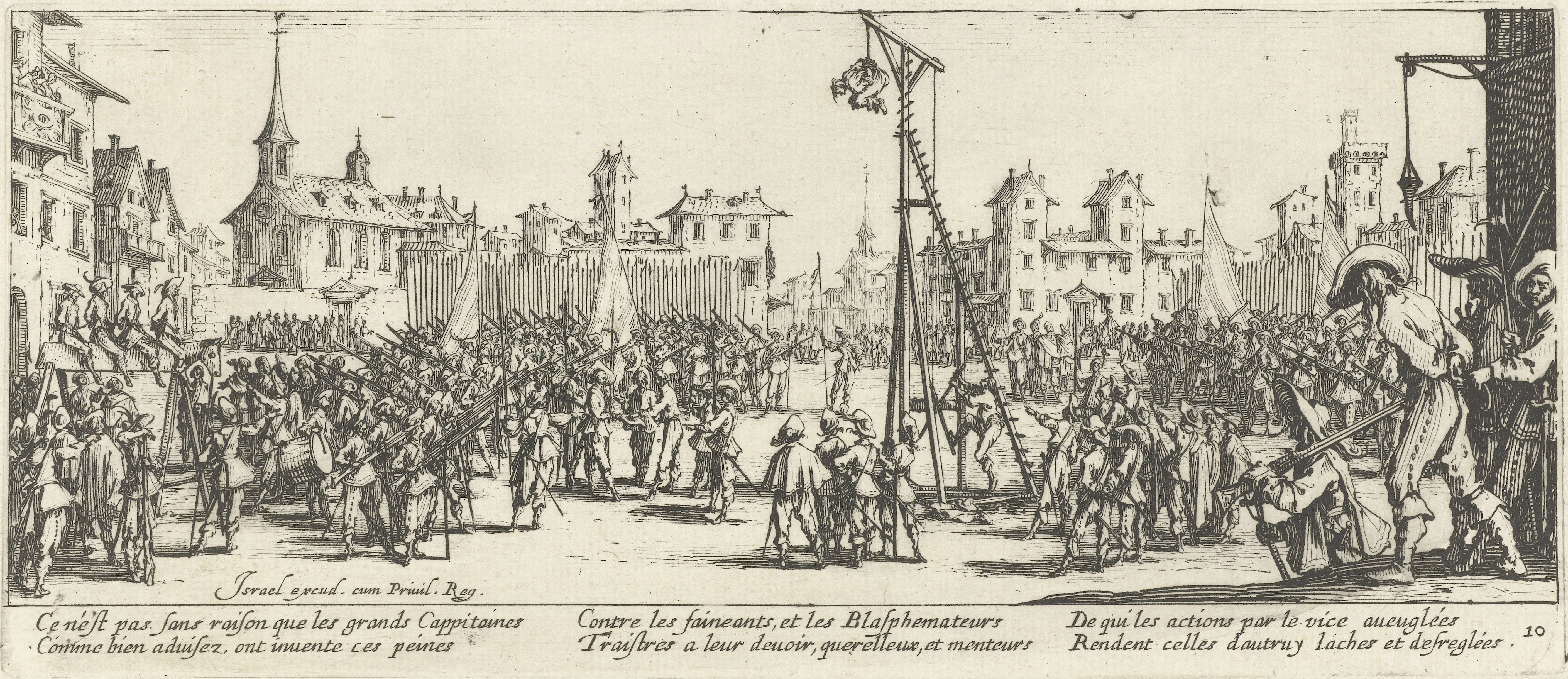
Estrapade, Darstellung von Jacques Callot, 1633

Die Estrapade war eine Hinrichtungsmethode. Dem Opfer wurden die Arme hinter dem Rücken an den Handgelenken zusammengebunden. An den Handgelenken wurde dann das Opfer  nach oben gezogen und aus steigender Höhe fallen gelassen. Die Länge des Seils war so gewählt, dass der Sturz noch vor dem Boden abrupt beendet wurde, was dem Opfer bei steigender Fallhöhe den Schulterbereich zerriss. Dafür errichtete, einem Galgen ähnliche Geräte wurden auch Schnellgalgen oder Wippgalgen genannt. Auch eine Rolle konnte zur Estrapade dienen, wie in der Abbildung zu Florenz gezeigt.

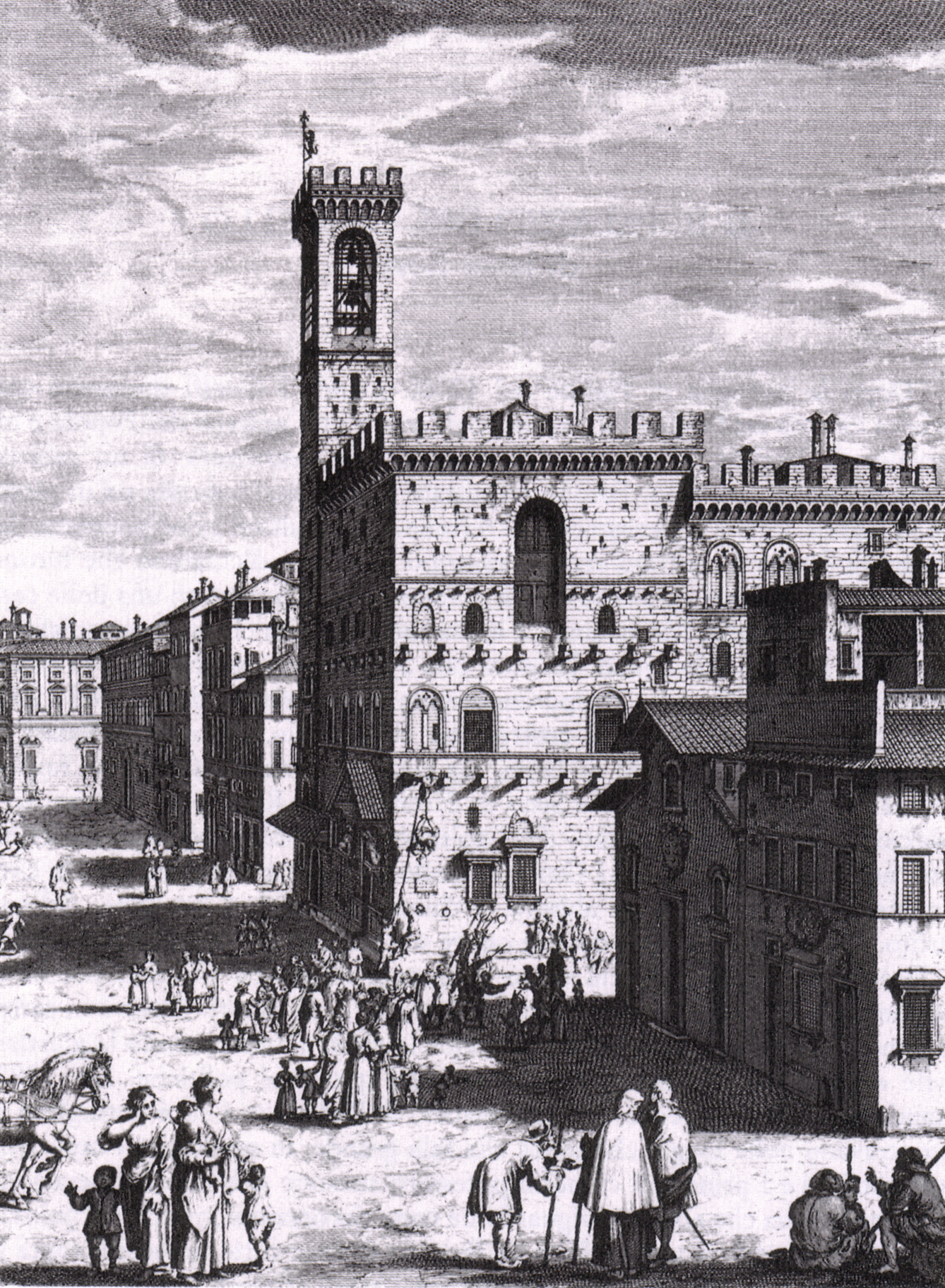
Giuseppe Zocchi, Estrapade am Palazzo del Bargello in Florenz, 1744

In Paris, Loudun und Toulouse sind noch heute Plätze und Straßen „Place/Rue de l’Estrapade“ genannt, da jeweils dort die Hinrichtungsinstrumente standen.
Die Hinrichtungsmethode mittels der Estrapade ist mit den Foltermethoden Strappado und Pfahlhängen verwandt.